# Bigger
«Bigger» es el segundo sencillo del séptimo álbum de Backstreet Boys, This Is Us. La canción fue coescrita y producida por el productor Max Martin. La banda dijo que la canción era una de las mejores desde «I Want It That Way», una canción escrita producida por Martin para la banda en 1998.

## Historia y composición
La canción fue producida por Max Martin, quien había trabajado con la banda anteriormente, produciendo éxitos como 'I Want It That Way'. A.J. dijo: "Nos reunimos con él mientras estabamos haciendo nuestro último disco sólo para saber sí él estaba interesado. Obviamente él estaba ocupado con Pink y Kelly Clarkson y personas cómo ésas. Nos envió una canción llamada 'Bigger' y la amamos - es cómo el nuevo 'I Want It That Way'. Él es una de las razones del porque hemos tenido los éxitos que hemos tenido."

## Vídeo musical
El vídeo musical de Bigger fue filmado en octubre del 2009, mientras el grupo hacía promoción de su álbum, This Is Us, en Tokio, Japón. El vídeo fue dirigido por Frank Borin. Fue lanzado por primera vez el 2 de noviembre de 2009, sobre la cuenta oficial en YouTube del grupo. El grupo se ve principalmente interpretando la canción a través de las calles de Tokio, en un restaurante japonés con varias mujeres vestidas de sirvientas, cantando en el Karaoke en una fiesta, delante de un reloj de cuenta atrás, y delante de un edificio histórico de la arquitectura japonesa. Termina con la multitud en la fiesta de karaoke cantando "la la la la la la la" de la línea del coro.
El vídeo llegó al puesto # 1 en AOL Music en su primera semana. A partir del 8 de noviembre, bajo al puesto # 2.

## Lista de canciones
CD Sencillo
1. "Bigger" (Main) - 3:15
2. "Bigger" (Instrumental) - 3:15

Descarga Digital (2-Track)
1. "Bigger" — 3:15
2. "Straight Through My Heart" (Dave Aude Club) — 6:39

Descarga Digital (4-Track)
1. "Bigger" — 3:15
2. "Straight Through My Heart" (Jason Nevins Mixshow Remix) — 5:35
3. "On Without You" — 3:36
4. "Bigger" (Vídeo) — 3:22

## Lista
| Listas(2009)         | Posición máxima |
| -------------------- | --------------- |
| Japan Hot 100        | 69              |
| Slovak Airplay Chart | 56              |